# Luxembourg Rundt
Luxembourg Rundt er et etapeløb som arrangeres årligt i maj/juni i Luxembourg. Løbet går over fem etaper.

## Vindere
| År                   | Vinder                | Toer                     | Treer                   |
| -------------------- | --------------------- | ------------------------ | ----------------------- |
| 1935                 | Mett Clemens          | Julien Hamelryckx        | Jean Oeyen              |
| 1936                 | Mett Clemens          | Pierre Clemens           | Julien Hamelryckx       |
| 1937                 | Mett Clemens          | Pierre Clemens           | Camille Michielsen      |
| 1938                 | Lucien Vlaemynck      | Adolf Braeckeveldt       | Hubert Deltour          |
| 1939                 | Mett Clemens          | Lucien Vlaemynck         | Fernand Mithouard       |
| 1940 ikke arrangeret |                       |                          |                         |
| 1941                 | Christophe Didier     | Erich Bautz              | Richard Menapace        |
| 1942                 | François Neuens       | Christophe Didier        | Mett Clemens            |
| 1943                 | François Neuens       | Mett Clemens             | Pierre Clemens          |
| 1944 ikke arrangeret |                       |                          |                         |
| 1945                 | Jean Goldschmit       | Bim Diederich            | Marcel Poiré            |
| 1946                 | Alberic Schotte       | Bim Diederich            | Norbert Callens         |
| 1947                 | Mett Clemens          | Bim Diederich            | Jeng Kirchen            |
| 1948                 | Jean Goldschmit       | Guy Lapébie              | Richard Depoorter       |
| 1949                 | Bim Diederich         | Nello Sforacchi          | Marcel Ernzer           |
| 1950                 | Isidoor De Ryck       | Bim Diederich            | Jeng Kirchen            |
| 1951                 | Marcel Ernzer         | Bim Diederich            | Georges Jobé            |
| 1952                 | Jeng Kirchen          | Jean Goldschmit          | Robert Vanderstockt     |
| 1953                 | Robert Vanderstockt   | Alex Close               | Charly Gaul             |
| 1954                 | Jempy Schmitz         | Charly Gaul              | Marcel Ernzer           |
| 1955                 | Louison Bobet         | Marcel Ernzer            | Charly Gaul             |
| 1956                 | Charly Gaul           | René Remangeon           | Jean Forestier          |
| 1957                 | Gérard Saint          | Raymond Elena            | Elio Gerussi            |
| 1958                 | Jempy Schmitz         | Jean-Claude Annaert      | Piet de Jongh           |
| 1959                 | Charly Gaul           | Aldo Bolzan              | Pino Cerami             |
| 1960                 | Marcel Ernzer         | Aldo Bolzan              | Giuseppe Pintarelli     |
| 1961                 | Charly Gaul           | Marcel Ernzer            | Aldo Bolzan             |
| 1962                 | Jef Planckaert        | Willy Schroeders         | Frans De Mulder         |
| 1963                 | Yvo Molenaers         | Jo de Roo                | Martin van der Borgh    |
| 1964                 | Arie den Hartog       | Bas Maliepaard           | Hennes Junkermann       |
| 1965                 | Vin Denson            | Jean-Claude Lebaube      | Arie den Hartog         |
| 1966                 | Edy Schütz            | Armand Desmet            | Willy Planckaert        |
| 1967                 | Frans Brands          | Bernard Van De Kerckhove | Raymond Delisle         |
| 1968                 | Edy Schütz            | Cees Haast               | Franco Bodrero          |
| 1969                 | Davide Boifava        | Rini Wagtmans            | Arie den Hartog         |
| 1970                 | Edy Schütz            | Georges Pintens          | René Pijnen             |
| 1971                 | André Dierickx        | Ferdinand Bracke         | Leif Mortensen          |
| 1972                 | Roger Rosiers         | Paul Aerts               | Barry Hoban             |
| 1973                 | Sylvain Vasseur       | Willy Planckaert         | Jean-Pierre Guitard     |
| 1974                 | Freddy Maertens       | Frans Verbeeck           | Herman Vanspringel      |
| 1975                 | Frans Verbeeck        | Willy Teirlinck          | Herman Vanspringel      |
| 1976                 | Frans Verbeeck        | Jos Jacobs               | Gerrie Knetemann        |
| 1977                 | Bert Pronk            | Gerrie Knetemann         | Willi Lienhard          |
| 1978                 | Ludo Peeters          | Wilfried Wesemael        | Gerben Karstens         |
| 1979                 | Lucien Didier         | Bernard Hinault          | Bert Oosterbosch        |
| 1980                 | Bert Oosterbosch      | Leo van Vliet            | Daniel Gisiger          |
| 1981                 | Jurij Barinov         | Igor Bokov               | Riho Suun               |
| 1982                 | Bernard Hinault       | Hennie Kuiper            | Igor Bokov              |
| 1983                 | Lucien Didier         | Charly Mottet            | Kim Andersen            |
| 1984                 | Christophe Lavainne   | William Tackaert         | Rudy Dhaenens           |
| 1985                 | Jelle Nijdam          | William Tackaert         | Louis Luyten            |
| 1986                 | Steven Rooks          | Søren Lilholt            | Harald Maier            |
| 1987                 | Søren Lilholt         | Laurent Fignon           | Benjamin Van Itterbeeck |
| 1988                 | Richard Trinkler      | Jaanus Kuum              | Jacques Decrion         |
| 1989                 | Michel Cornelisse     | Darius Kaiser            | Eddy Schurer            |
| 1990                 | Christophe Lavainne   | Erich Maechler           | Max Sciandri            |
| 1991                 | Gert-Jan Theunisse    | Frans Maassen            | Adrie van der Poel      |
| 1992                 | Jean-Philippe Dojwa   | John van den Akker       | Ron Kiefel              |
| 1993                 | Max Sciandri          | Maarten den Bakker       | Johan Museeuw           |
| 1994                 | Frans Maassen         | George Hincapie          | Melcior Mauri           |
| 1995                 | Rolf Järmann          | Emmanuel Magnien         | Gianluca Bortolami      |
| 1996                 | Alberto Elli          | Laurent Desbiens         | Erik Breukink           |
| 1997                 | Frank Vandenbroucke   | Alberto Elli             | Erik Breukink           |
| 1998                 | Lance Armstrong       | Erik Dekker              | Dirk Müller             |
| 1999                 | Marc Wauters          | Steffen Kjærgaard        | Tobias Steinhauser      |
| 2000                 | Alberto Elli          | Benoît Joachim           | Nicola Loda             |
| 2001                 | Jørgen Bo Petersen    | Raivis Belohvoščiks      | Fred Rodriguez          |
| 2002                 | Marcus Ljungqvist     | Bart Voskamp             | Ondřej Sosenka          |
| 2003                 | Thomas Voeckler       | Piotr Wadecki            | David Cañada            |
| 2004                 | Maxime Monfort        | Torsten Hiekmann         | Jörg Jaksche            |
| 2005                 | László Bodrogi        | Fabian Cancellara        | Jukka Vastaranta        |
| 2006                 | Christian Vande Velde | Tomasz Brożyna           | Allan Johansen          |
| 2007                 | Grégory Rast          | Laurent Brochard         | Tiziano Dall'Antonia    |
| 2008                 | Joost Posthuma        | Michael Albasini         | Fränk Schleck           |
| 2009                 | Fränk Schleck         | Andreas Klöden           | Marco Marcato           |
| 2010                 | Matteo Carrara        | Fränk Schleck            | Lance Armstrong         |
| 2011                 | Linus Gerdemann       | Alexandre Geniez         | Tony Gallopin           |
| 2012                 | Jakob Fuglsang        | Wout Poels               | Fränk Schleck           |
| 2013                 | Paul Martens          | Jonathan Hivert          | Jan Bakelants           |
| 2014                 | Matti Breschel        | Jempy Drucker            | Michael Mørkøv          |
| 2015                 | Linus Gerdemann       | Marc de Maar             | Huub Duyn               |
| 2016                 | Maurits Lammertink    | Philippe Gilbert         | Alex Kirsch             |
| 2017                 | Greg Van Avermaet     | Xandro Meurisse          | Anthony Perez           |
| 2018                 | Andrea Pasqualon      | Jan Tratnik              | Pit Leyder              |
| 2019                 | Jesús Herrada         | Maurits Lammertink       | Andrea Pasqualon        |
| 2020                 | Diego Ulissi          | Markus Hoelgaard         | Aimé De Gendt           |
| 2021                 | João Almeida          | Marc Hirschi             | Mattia Cattaneo         |
| 2022                 | Mattias Skjelmose     | Kévin Vauquelin          | Valentin Madouas        |
| 2023                 | Marc Hirschi          | Brandon McNulty          | Ben Healy               |
| 2024                 | Antonio Tiberi        | Mathieu van der Poel     | David Gaudu             |